# بارتشة قشلاق (قشلاق أهر)
بارتشة قشلاق (بالفارسية: پارچه‌قشلاق) هي منطقة سكنية تقع في إيران في قسم قشلاق الریفي.[بحاجة لمصدر] يقدر عدد سكانها بـ 126 نسمة .